# Lin Yun-Ju
 'Lin Yun-Ju'  (chino: 林 昀 儒) es un jugador de tenis de mesa de Taiwán. Es un jugador zurdo que juega con estilo shakehand y está patrocinado por Butterfly. Actualmente (enero de 2020) está clasificado en el número 6 del ranking mundial de la ITTF.
Durante el año 2019 y con solo 18 años de edad ha ganado dos torneos importantes seguidos: primero el T2 Diamond Malasia en julio, y en agosto su primer torneo del ITTF World Tour, el Open de Chequia. En estos torneos derrotó a algunos de los mejores jugadores del mundo, incluidos Ma Long, Fan Zhendong, Dimitrij Ovtcharov, Hugo Calderano y Timo Boll. En noviembre consiguió su mayor éxito hasta el momento, al obtener la medalla de bronce en la Copa del Mundo de Tenis de Mesa.
Actualmente estudia en la Universidad Católica Fu Jen.